# Kloster Luxeuil

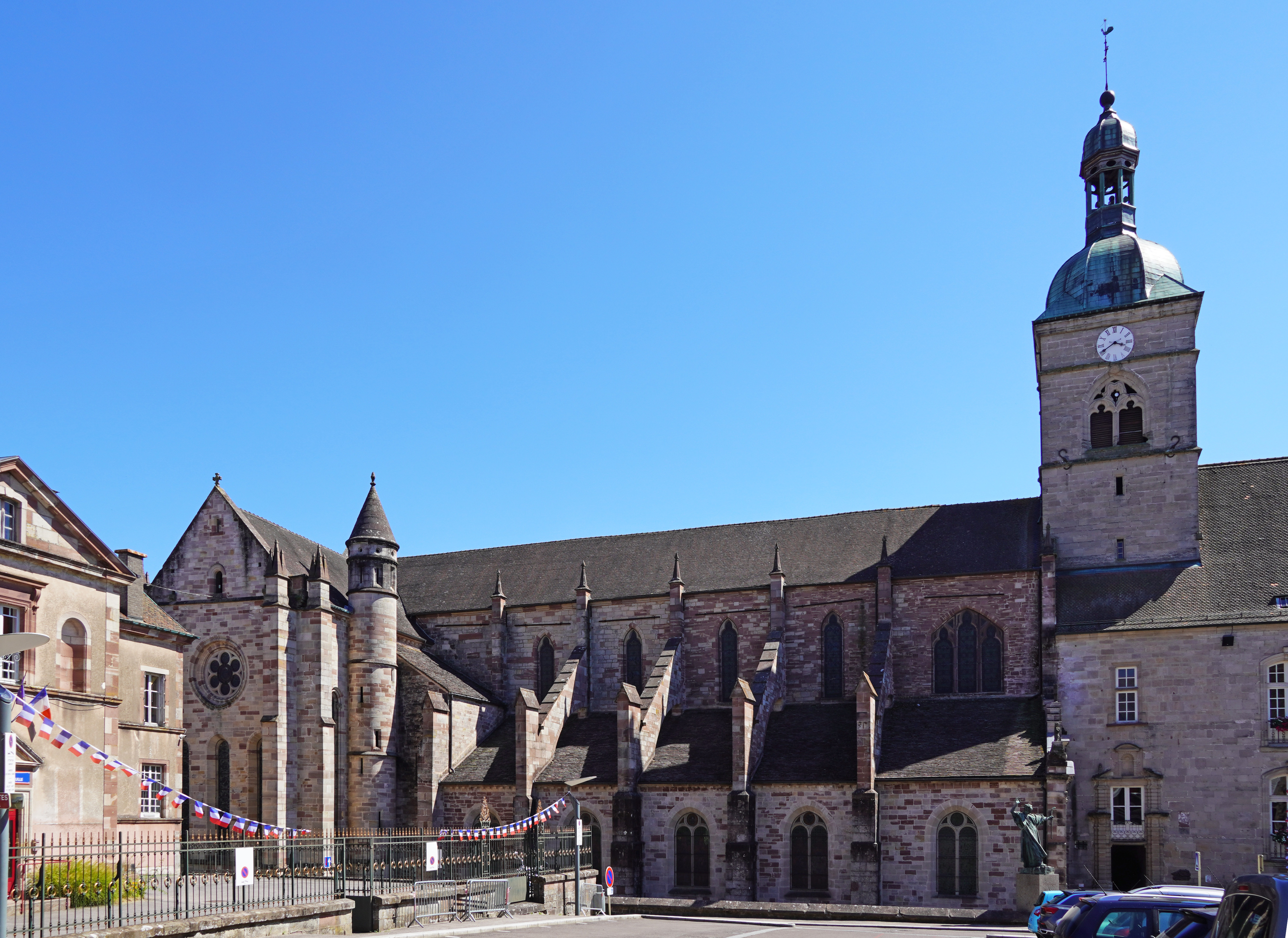
Ehem. Abteikirche St-Pierre

Das Kloster Luxeuil (lateinisch: Monasterium Luxovium oder Lussovium) ist eine ehemalige bedeutende Benediktinerabtei im Erzbistum Besançon in Luxeuil-les-Bains im Département Haute-Saône, Frankreich.

## Geschichte

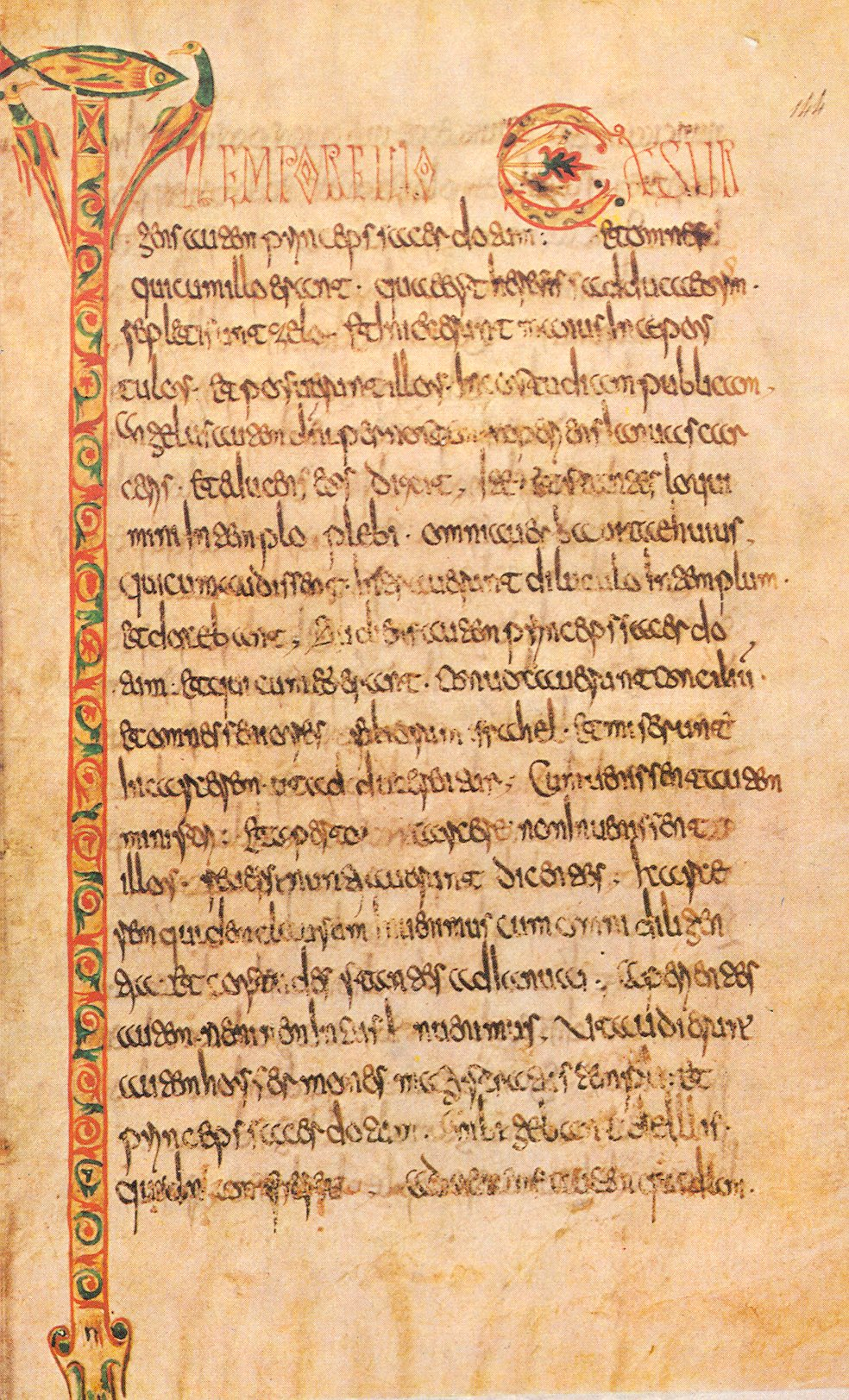
Seite aus dem Lektionar von Luxeuil

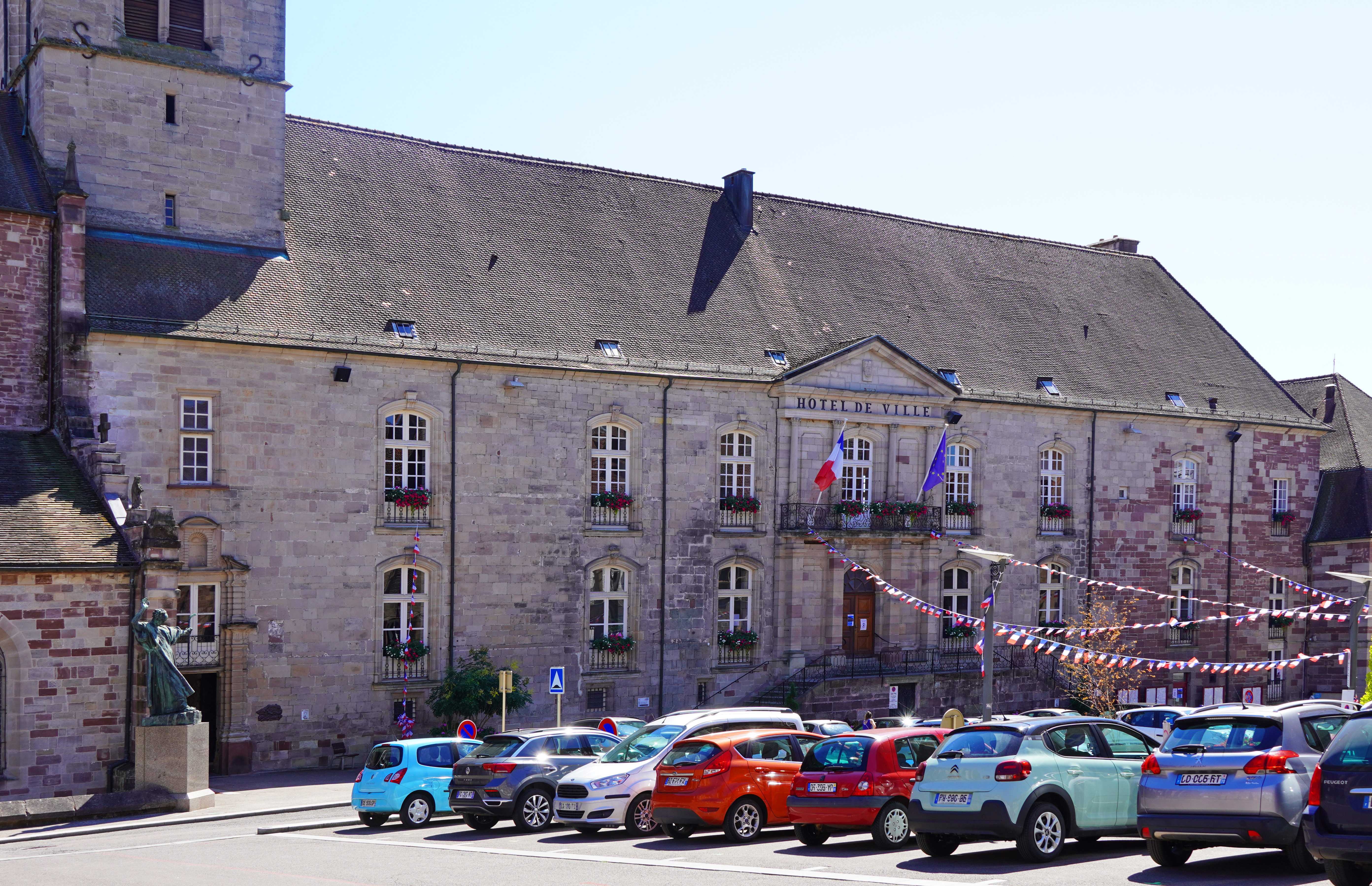
Abtspalais

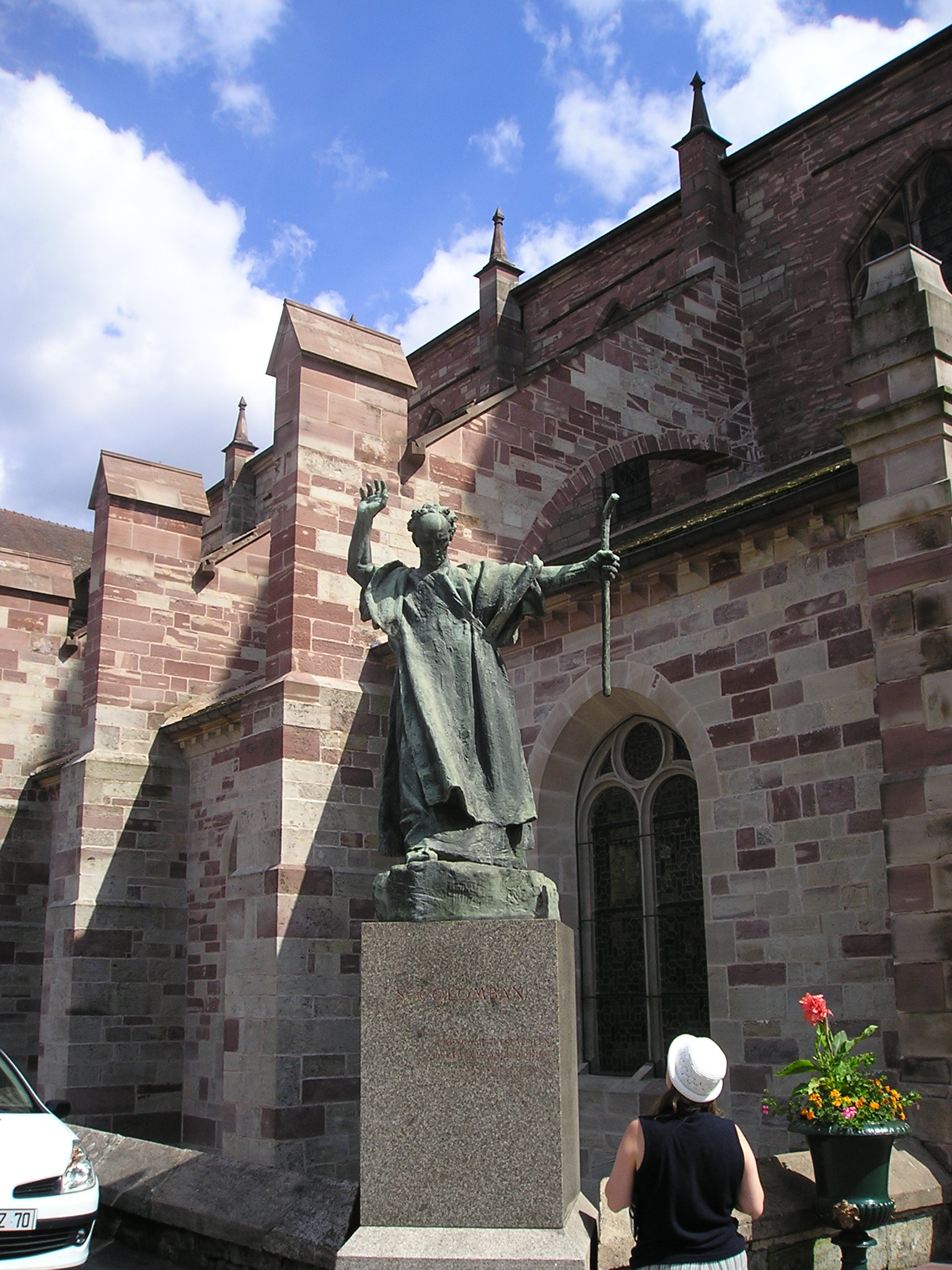
Statue des hl. Columban an der ehemaligen Abteikirche

Der hl. Columban von Luxeuil († 615) gründete um 590 am Fuß der Vogesen das Kloster Luxovium (Patron: St. Petrus). Für seine Gründung erhielt Columban alsbald den erbetenen Schutz des merowingischen  Königshauses und des örtlichen Adels. Im Jahr 610 wurde Columban jedoch von Theuderich, dem König von Austrien und Burgund vertrieben und floh nach Italien, wo er auf halber Strecke zwischen Genua und Piacenza das Kloster Bobium gründete. Unter seinen Nachfolgern Eustasius und Waldebert erlebte Luxeuil einen geistlich-kulturellen und politischen Aufschwung. In Waldeberts Abbatiat wurden erstmals das in Blüte stehende Skriptorium und die reiche Bibliothek erwähnt, aber auch die Immunität des Monasteriums von der bischöflichen Gewalt. Das Kloster avancierte zum Zentrum der iro-fränkischen Mönchsbewegung auf dem europäischen Festland. So ging von Luxeuil die Missionierung der Bajuwaren durch Eustasius und Agilus aus. 662 wurde das Kloster Corbie von Luxeuil aus besiedelt. Das Mönchtum in Luxeuil beruhte anfangs auf der Regel Columbans, wurde später aber durch andere Einflüsse, besonders durch die Regula Benedicti ergänzt. Im 7. Jahrhundert gingen zahlreiche fränkische Bischöfe aus der hiesigen Klostergemeinschaft hervor.
Nach der Zerstörung des Klosters durch die Sarazenen und der Ermordung vieler seiner Mönche um 732, wurde es als Benediktinerkloster von Karl dem Großen wiederhergestellt. Karl und sein Sohn Kaiser Ludwig der Fromme waren Wohltäter des Klosters. Ludwig setzte Ansegis von Fontanelle zum Abt von Luxeuil (817–823) ein. In karolingischer Zeit erlebte Luxeuil nun eine erneute Blütezeit, nicht zuletzt aufgrund fähiger und einflussreicher Äbte wie Ansegis und Drogo (823–855). Von der Plünderung durch die Wikinger im späten 9. Jahrhundert erholte sich das Kloster rasch. König Arnulf von Kärnten übergab Luxeuil 891 an das ferne Bistum Metz. Vom 11. bis 13. Jahrhundert hing die Abtei nur von den Kaisern ab, war de facto also unabhängig, erlitt aber einen allmählichen Bedeutungsverlust. Ab dem 14. Jahrhundert wechselten die Schutzherren des Klosters häufig: Nacheinander folgten der Herzog von Lothringen, der Graf von Bar, der Graf von der Champagne und der König von Frankreich. Im Vertrag von Arras (1435) unterstellte König Karl VII. Luxeuil dem Schutz des Herzogs von Burgund. Durch den Tod Herzog Karls des Kühnen (1477) erlangte König Ludwig XI. von Frankreich wieder das Schutzrecht, das wenig später an die Habsburger überging, die Grafen von Burgund geworden waren. Unter Kaiser Karl V. aus dem Haus Habsburg wurde die Abtei der Franche-Comté eingegliedert, diese wurde 1674 mit Frankreich vereinigt. 
Bis 1594 waren die Äbte auch Landesherren. Das Benediktinerkloster Luxeuil schloss sich 1634 der Kongregation von Saint-Vannes an, 1790 wurde das Kloster infolge der Französischen Revolution aufgehoben.

## Ehemalige Abteikirche und Lektionar von Luxeuil
Die um 1330 fertiggestellte Abteikirche St-Pierre ist jetzt eine Pfarrkirche; sie weist einen barocken Orgelprospekt (1617–1680) und eine Kanzel von 1806 auf, die aus Notre-Dame in Paris stammt. Zudem sind Abteigebäude aus dem Barockzeitalter erhalten.
Um 670 wurden in Luxeuil wahrscheinlich zum ersten Mal Minuskeln in Handschriften verwendet. Am bekanntesten ist das aus dieser Zeit stammende Lektionar von Luxeuil, das vermutlich für die Pfarrkirche von Langres zusammengestellt worden war; es wurde von Jean Mabillon in Luxeuil aufgefunden und wird heute in der Bibliothèque nationale de France in Paris aufbewahrt (Lat. 9427).

## Äbte
- Columban, um 590–610
- Eustasius, 610–629
- Waldebert, 629–670

...
- Ansegis, 817–823
- Drogo, 823–855 (Sohn Karls des Großen)

...
- Suffrid, genannt 1165[1]

...